# 할아버지 조항
할아버지 조항(Grandfather clause)은 과거 미국 남부에서 투표권 자격을 까다롭게 할 때 투표권자의 후손에게 자격 제한을 면제한 것에서 유래된 것으로, 기득권자나 그 승계자에게는 적용하지 않는 법이다.

## 예시
메이저 리그 베이스볼에서 스핏볼을 금지할 때 스핏볼 전문 투수는 계속 스핏볼을 던질 수 있게 했다.

## 참고문헌
1. ↑  이철민, 할아버지 조항, 프리홀더… 숨어있던 인종차별적 표현 美서 아웃, 조선일보, 2020.08.04